# Heather Mitts
Heather Mitts Feeley (sinh ngày 9 tháng 6 năm 1978 tại ở Cincinnati), nhũ danh Heather Blaine Mitts là một cựu hậu vệ bóng đá nữ Hoa Kỳ. Cô là thành viên đội tuyển bóng đá nữ quốc gia Hoa Kỳ từng hai lần giành huy chương vàng Thế vận hội vào các năm 2004 và 2008.

## Đời tư
Bên cạnh tài năng thể thao của mình, Heather Mitts còn được đánh giá là một trong những nữ vận động viên quyến rũ nhất thế giới. Cô được đánh giá là tài sắc vẹn toàn, là bóng hồng nổi bật trên sân cỏ được nhiều tạp chí thời trang săn đón chụp ảnh.
Năm 2001, Heather được bầu chọn là cầu thủ gợi cảm nhất thế giới của tờ Playboy Online và với gương mặt xinh xắn, vẻ đẹp dịu dàng cùng thân hình chuẩn, Heather luôn là cái tên quen thuộc trong danh sách những nữ vận động viên quyến rũ nhất thế giới của các tạp chí danh tiếng. Năm 2004, trang điện tử ESPN.com một lần nữa vinh danh Heather Mitts khi cô được bầu chọn là Nữ vận động viên thể thao quyến rũ nhất thế giới.
Cũng nhờ sở hữu gương mặt xinh đẹp cùng thân hình chuẩn, Heather còn tham gia làm người mẫu. Cô từng được mời chụp ảnh cho các tạp chí danh tiếng như Philadelphia hay Sports Illustrated. Đồng thời, ngoài chơi bóng, cô còn tham gia làm bình luận viên và phóng viên thể thao cho kênh ESPN.